# Błuskajmy Wielkie
Błuskajmy Wielkie (deutsch Groß Bloßkeim) ist ein Ort in der polnischen Woiwodschaft Ermland-Masuren und gehört zur Gmina Korsze (Stadt- und Landgemeinde Korschen) im Powiat Kętrzyński (Kreis Rastenburg).

## Geographische Lage
Błuskajmy Wielkie liegt am Flüsschen Guber in der nördlichen Mitte der Woiwodschaft Ermland-Masuren, 26 Kilometer nordwestlich der Kreisstadt Kętrzyn (deutsch Rastenburg).

## Geschichte
Das bis 1928 zum Gutsbezirk Prassen und dann bis 1945 zur gleichnamigen Landgemeinde gehörige Vorwerk wurde nach 1404 Plussekaim und nach 1785 Groß Bloskeim genannt. Es war in den Kreis Rastenburg im Regierungsbezirk Königsberg in der preußischen Provinz Ostpreußen eingegliedert.
1945 wurde das gesamte südliche Ostpreußen in Kriegsfolge an Polen überstellt. Davon war auch Groß Bloßkeim betroffen, das die polnische Namensform „Błuskajmy Wielkie“ erhielt. Als Siedlung (polnisch Osada) ist der Ort heute in die Stadt- und Landgemeinde Korsze (Korschen) im Powiat Kętrzyński (Kreis Rastenburg) einbezogen, bis 1998 der Woiwodschaft Olsztyn, seither der Woiwodschaft Ermland-Masuren zugehörig.

## Kirche
Vor 1945 war Groß Bloßkeim in die evangelische Kirche Leunenburg (polnisch Sątoczno) in der Kirchenprovinz Ostpreußen der Kirche der Altpreußischen Union sowie in die katholische Kirche Sturmhübel (polnisch Grzęda) im Bistum Ermland eingepfarrt.
Heute gehört Błuskajmy Wielkie katholischerseits zur Pfarrei Sątoczno im jetzigen Erzbistum Ermland. Evangelischerseits orientieren sich die Einwohner Błuskajmy Wielkies zur Pfarrei Kętrzyn (Rastenburg) mit ihren Filialkirchen Barciany (Barten) und Bartoszyce (Bartenstein) in der Diözese Masuren der Evangelisch-Augsburgischen Kirche in Polen.

## Verkehr
Błuskajmy Wielkie liegt an einer Nebenstraße, die von Prosna (Prassen) bis nach Błuskajmy Małe (Klein Bloßkeim) führt. Eine Anbindung an den Bahnverkehr besteht nicht. Eine Anbindung an den Bahnverkehr besteht nicht. Zwischen 1925 und 1935 endete im Ort die Fuhrwerksbahn aus Richtung Wormen (Studzieniec).